# 333101 Lovelace
333101 Lovelace este o planetă minoră (asteroid) din centura de asteroizi. A fost descoperită pe 14 septembrie 2007 la Mount Lemmon⁠(d) de Mount Lemmon Survey⁠(d). 
Obiectul prezintă o orbită caracterizată de o semiaxă mare de 2,5531228397421 UAi, o excentricitate de 0,14279474550037, o înclinație de 2,8330508258487 ° în raport cu ecliptica.